# Coprinopsis gonophylla
Coprinopsis gonophylla (Quél.) Redhead, Vilgalys & Moncalvo – gatunek grzybów należący do rodziny kruchaweczkowatych (Psathyrellaceae).

## Systematyka
Pozycja w klasyfikacji według Index Fungorum: Coprinopsis, Psathyrellaceae, Agaricales, Agaricomycetidae, Agaricomycetes, Agaricomycotina, Basidiomycota, Fungi.
Po raz pierwszy opisał go w 1884 r. Lucien Quélet, nadając mu nazwę Coprinus gonodophyllus. Obecną, uznaną przez Index Fungorum nazwę nadali mu S.A. Redhead, R.J. Vilgalys i J.-M. Moncalvo w 2001 r.

## Morfologia
Kapelusz
Średnica 1–2(3) cm, za młodu kulisty, potem cylindryczny, rzadko spiczasty, co najwyżej jajowaty. Powierzchnia szara, szaroniebieska, ołowianoszara, z lekko brązowawym, wybrzuszonym środkiem, początkowo całkowicie pokryta cukrowo-biało-bawełnianą osłoną i biało owłosiona na szarym tle, czasem brązowawa. Początkowo jest łuskowata, ale łuski szybko się ścierają i zanikają.
Blaszki
Wąsko przyrośnięte, wolne, bardzo gęste, początkowo szare, później czarniawe, bardzo blisko siebie, rozpływające się na czarną maź.
Trzon
Wysokość 5,5 cm, grubość 0,1–0,2 cm, z pogrubioną podstawą, pusty, bardzo kruchy. Powierzchnia biała, gładka, z zaznaczoną strefą pierścieniową, szczeciniasta, ukorzeniona, z grzybnią u podstawy.
Miąższ
W trzonie białawy, w kapeluszu mysio szary, przechodzący w szary, w końcu brązowo-czarny, kruchy, po dojrzeniu rozpływający się w czarną maź. Smak łagodny, zapach nieprzyjemny.
Cechy mikroskopowe
Podstawki 12–34 × 7–9 µm, cheilocystydy 40–85 × 25–45 µm, cylindryczne, podłużne, elipsoidalne, pleurocystydy 50–120 × 20–40 µm, cylindryczne, podłużno-stożkowe lub wrzecionowate. Zarodniki ciemnobrązowe do brązowoczarnych 6,4-8,6 × 4,5-6,7 µm, grubościenne, szeroko elipsoidalne, soczewkowate, z centralnymi porami rostkowymi, Q = 1,1–1,5.
Gatunki podobne
Czernidłak szarawy (Coprinopsis cinerea), czernidłak dwuzarodnikowy (Coprinellus bisporus), czernidłak srokaty (Coprinopsis lagopus), czernidłak koński (Coprinopsis radiata).

## Występowanie i siedlisko
Podano stanowiska Coprinopsis gonodophylla w wielu krajach Europy i na zachodnim wybrzeżu Ameryki Północnej. W wykazie wielkoowocnikowych grzybów podstawkowych Władysława Wojewody z 2003 r. brak tego gatunku. Po raz pierwszy jego stanowiska podano w 2011 r. (jako Coprinus gonodophylla). Potem podano jeszcze inne. Aktualne stanowiska podaje internetowy atlas grzybów. Znajduje się w nim w rejestrze gatunków zagrożonych i wartych objęcia ochroną.
Naziemny grzyb saprotroficzny. Występuje na spaleniskach i na ziemi.